# Antônio Gonçalves
Antônio Gonçalves é um município brasileiro do estado da Bahia. Sua população, conforme estimativas do IBGE de 2024, era de 11 236 habitantes.

## História
Inicialmente, foi criado como distrito denominado Itinga da Serra, pertencente ao município de Campo Formoso. Foi emancipado pela Lei Estadual nº 1.699, de 5 de julho de 1962, com o atual nome.

## Organização Político-Administrativa
O Município de Antônio Gonçalves possui uma estrutura político-administrativa composta pelo Poder Executivo, chefiado por um Prefeito eleito por sufrágio universal, o qual é auxiliado diretamente por secretários municipais nomeados por ele, e pelo Poder Legislativo, institucionalizado pela Câmara Municipal de Antônio Gonçalves, órgão colegiado de representação dos munícipes que é composto por 9 vereadores também eleitos por sufrágio universal.

### Atuais autoridades municipais de Antônio Gonçalves
- Prefeito: Djalma de Freitas Cardoso Neto - PSD (2021/-)[8]
- Vice-prefeita: Irenilde Vieira Costa - PSD (2021/-)[8]
- Presidente da Câmara: ignorado.